# Julianna Barwick
Julianna Barwick (Louisiana, ...) è una cantautrice e musicista statunitense.

## Biografia
Julianna nasce in Louisiana ma trascorre la sua infanzia in Missouri. Attualmente vive a Brooklyn. La sua musica si basa principalmente sulla voce, infatti, utilizzando una loop station, registra vari pattern e melodie vocali, per poi unirli e creare dei giganteschi muri sonori corali che trasforma poi in canzoni vere e proprie. Per questa sua peculiarità viene spesso paragonata ad Enya, per l'uso della voce come uno strumento vero e proprio, e ai Sigur Rós per le atmosfere sognanti. Il suo esordio risale al 2007, quando pubblica il suo album d'esordio Sanguine, con l'etichetta indipendente Florid Recordings, seguito nel 2009 dall'EP autoprodotto Florine. Nel 2011 pubblica The magic place, con un'etichetta più importante, la Asthmatic Kitty. Il 20 agosto 2013 vedrà la luce il suo nuovo album, intitolato Nepenthe (termine greco che designava un'antica sostanza psicotropa).

## Carriera musicale

### 2006–2009: Primi lavori e Sanguine
Julianna Barwick pubblicò il suo primo album, Sanguine, nel 2006. L'EP è una collezione di brani piuttosto brevi, caratterizzati da cori creati registrando più volte la sua voce, con testi apparentemente indecifrabili. Con questo esordio la Barwick ci presenta il suo modo di concepire la composizione delle sue canzoni: improvvisazione spontanea e registrazioni istantanee, della serie "buona la prima".

### 2009–2010: Florine
L'EP intitolato Florine (Florid), aggiunse una parte strumentale e i brani furono significativamente più lunghi di quelli dell'album precedente. Il brano Anjos è un esempio di come la compositrice utilizzi la tecnica del loop anche con gli strumenti: infatti utilizza una loop station e i pedali per creare una sorta di effetto ciclico.

### 2011:The Magic Place
Julianna Barwick iniziò a lavorare all'album verso la metà del 2010 e all'inizio del 2011 lo pubblicò sotto etichetta Asthmatic Kitty Records. Pervaso da un fote sperimentalismo e da un cuore totalmente ambient, l'LP fu ricevuto benissimo dalla critica e raggiunse la trentacinquesima posizione della classifica di Metacritic, The Best Music of 2011 So Far. The Magic Place si è piazzato inoltre alla posizione numero 30 nella classifica dei migliori album ambient di sempre pubblicata da Pitchfork.
Nonostante in passato la cantautrice registrasse i suoi album in casa, più precisamente sul suo letto, in una recente intervista ha rivelato:
«The Magic Place è stato registrato in una sala prove perché avevo bisogno di un posto che fosse a prova di suono, con un'ottima acustica. C'era anche un piano, il che mi ha permesso di aggiungere altre cose al materiale che già avevo. Credo che il prossimo disco sarà una sorta di evoluzione di tutto ciò. C'è un qualcosa che mi fa amare il fatto di essere ciclica e di aggiungere e aggiungere sempre cose nuove. Amo farlo...»
In un'altra intervista ha rivelato l'ispirazione per il titolo dell'album:
«Il posto magico era un albero nella nostra fattoria. Si trovava nel pascolo che stava sul retro. Era cresciuto in tutte le direzioni. Dovevi strisciare per entrarvi e una volta dentro avevi la sensazione che ci fossero delle stanze e potevi sdraiarti all'interno dei rami. Lo chiamammo "il posto magico", perché magico lo era davvero, soprattutto per i bambini...ed è esattamente come mi sento in questo momento della mia vita, senza cercare di sembrare troppo hippie o cosmica, quest'anno è stato senza dubbio un anno magico.»
Nel 2011, Barwick si esibì al Pitchfork Music Festival. Il suo brano Anjos venne utilizzato come jingle per la campagna Levis "Go Forth". Nel Marzo del 2012, Julianna si esibì al Guggenheim Museum di New York City. Nel 2012, Julianna Barwick ha annunciato che ha recentemente fatto delle registrazioni al Sundlaugin, lo studio dei Sigur Rós a Reykjavík, in Islanda, con il produttore Alex Somers.

### 2013:Pacing & Nepenthe
Il 5 marzo 2013, Barwick ha pubblicato un mini EP in edizione limitata intitolato Pacing. Oltre ai consueti loop vocali, i due brani contenuti in questo EP sono musicalmente più incisivi, grazie alla presenza del pianoforte.
Il 15 maggio 2013 Barwick annuncia l'imminente uscita di un nuovo album, Nepenthe, che vedrà la luce il 20 agosto 2013. Nepenthe mostra un'evoluzione del sound della cantante grazie alla collaborazione con il quartetto d'archi islandese delle Amiina e l'aggiunta di un piccolo coro femminile reale. Il titolo dell'album è una parola greca che sta ad indicare un'antica sostanza stupefacente ,che apparentemente faceva dimenticare ogni fonte di dispiacere e sentimento negativo. Questa sostanza viene menzionata spesso nella letteratura greca e anche da scrittori contemporanei come Edgar Allan Poe. In seguito la cantante ha rivelato che il titolo le è venuto in mente in seguito alla perdita di un familiare.

## Altri lavori
Nel 2010 a Julianna Barwick fu chiesto di remixare un brano dei Radiohead, Reckoner, contenuto nell'album In Rainbows. Nel 2011, Barwick pubblicò un album in collaborazione con la percussionista e graphic designer giapponese Ikue Mori intitolato FRKWYS Vol. 6. Inoltre uscì un primo album di remix intitolato The Matrimony Remixes, che include remix di Diplo, di Prince Rama e di altri. Nel 2012, Barwick collabora con Helado Negro nell'album Believe You Me,sotto il nome di Ombre, dopo che i due si incontrarono in tour. Julianna ha anche cantato in diversi album di altri artisti, tra cui Sharon Van Etten's Tramp.

## Discografia

### Album in studio
- The Magic Place (2011)
- FRKWYS Vol. 6 (Julianna Barwick e Ikue Mori) (2011)
- Believe You Me (Julianna Barwick e Helado Negro) (2012)
- Nepenthe (2013)
- Will (2016)
- Healing Is A Miracle (2020)

### EP
- Sanguine (2006)
- Florine (2009)
- The Matrimony Remixes (2011)
- Pacing (2013)